# Зеремля
Зере́мля (укр. Зеремля) — село на Украине, основано в 1786 году, находится в Барановском районе Житомирской области.
Код КОАТУУ — 1820682201. Население по переписи 2001 года составляет 685 человек. Почтовый индекс — 12732. Телефонный код — 4144. Занимает площадь 17,091 км².

## Адрес местного совета
12732, Житомирская область, Барановский р-н, с.Зеремля